# Монбижу (Царское Село)
Монбижу́ (фр. mon bijou — моя драгоценность, моё сокровище) — несохранившийся летний павильон, располагавшийся в «Верхнем» саду Царского села с середины XVIII по начало XIX века на том месте, где сейчас находится Арсенал.
Павильон был расположен симметрично павильону Эрмитаж в Екатерининском парке. Подобно тому, как Эрмитаж стал композиционным центром новой территории парка, созданной на месте Дикой рощи, Монбижу стал таким же центром в парке, созданном на месте Зверинца. Он возвышался на прямоугольной площадке, обрамленной каналом, на той же оси относительно Екатерининского дворца, что и Эрмитаж.
В этом охотничьем павильоне, богато украшенном картинами на охотничьи сюжеты, императрица Елизавета принимала послов Франции и Австрии.

## История
Сооружение Эрмитажа на границе Старого сада Екатерининского парка повлекло за собою постройку другого павильона — Монбижу в центре Зверинца.
18 февраля 1747 года в Царское Село был отправлен указ императрицы Елизаветы Петровны, в котором сообщалось, что план Монбижу опробован. Исполненный С. И. Чевакинским проект Монбижу, утвержденный в 1747 году, был переработан в 1749-м Растрелли. Общее композиционное решение было сохранено, но фасады получили новое, более богатое оформление. Были изменены конфигурации лестницы, завершение купола. Строительство здания в 1748 году возглавил С. И. Чевакинский, однако уже через год его место занял Франческо Растрелли, и в 1754 году работы были закончены.
Создание «Нового», или «Верхнего» регулярного сада (ныне — регулярная часть Александровского парка) связало Старый сад, Екатерининский дворец и Зверинец в целостный, огромный по своим размерам дворцово-парковый комплекс.
В 1819—1834 годах снят весь декор здания, стены включены в постройку ныне существующего павильона Арсенал. При реставрации Арсенала в 2012—2016 годах кирпичные и каменные конструкции Монбижу были фрагментарно раскрыты реставраторами и доступны для осмотра на фасадах и в интерьерах.

## Архитектура
Двухэтажный павильон имел форму правильного восьмиугольника, увенчанного куполом, к которому примыкали четыре вытянутые пристройки. Стены Монбижу были окрашены в зелёный цвет, а все выступающие архитектурные детали — в белый.
Главным украшением фасада, окна которого выходили на большой Царскосельский дворец, служило двухъярусное крыльцо с двумя всходами на каждом ярусе. Кровли пристроек были выполнены в виде открытых террас для прогулок и любования окружающими видами. Лестницы крылец украшали золоченые решетки. Между крыльцами и по карнизам здание украшали белоснежные алебастровые статуи, чередующиеся с вазами и цветочными корзинами. Террасы, как и на других постройках Растрелли, были украшены позолоченными статуями. Наличники окон, дверей и купол были украшены деревянной вызолоченной орнаментальной резьбой, а медный шар на куполе увенчан резной деревянной статуей Славы.

## Интерьер
Легкая, элегантная, яркая постройка заключала средний зал с 16 колоннами. Покои были увешаны картинами, которые покрывали «шпалерной развеской» всю поверхность стен. Это были 46 картин кисти «зверописца» И.-Ф. Гроота, изображавшие битую и живую дичь и различные охотничьи сюжеты.